# Daganzo de Arriba
Daganzo de Arriba é um município da Espanha
na província e comunidade autónoma de Madrid, de área 43,8 km² com população de 7895 habitantes (2007) e densidade populacional de 144,25 hab/km².

## Demografia
| Variação demográfica do município entre 1991 e 2004 | Variação demográfica do município entre 1991 e 2004 | Variação demográfica do município entre 1991 e 2004 | Variação demográfica do município entre 1991 e 2004 |
| --------------------------------------------------- | --------------------------------------------------- | --------------------------------------------------- | --------------------------------------------------- |
| 1991                                                | 1996                                                | 2001                                                | 2004                                                |
| 1627                                                | 2429                                                | 4755                                                | 6311                                                |